# Lactucarium

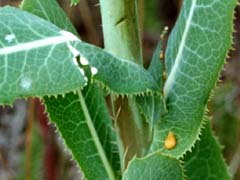
Lactucarium s'écoulant d'une feuille de laitue vireuse.

Le lactucarium est le nom donné au latex sécrété par plusieurs espèces de plantes du genre Lactuca (laitues), notamment par Lactuca virosa et Lactuca quercina, généralement à la base de la tige. On parle « d'opium de laitue » et on le compare parfois à l'opium du pavot somnifère en raison de ses propriétés sédatives et analgésiques, et de son aspect rappelant ce dernier, bien qu'il ne s'agisse pas d'un opiacé. Le mot opium se réfère par ailleurs en latin à tout suc (latex) séché d'une plante.

## Forme galénique
Le lactucarium était consommé brut dans des pastilles, pesant de 30 à 60 milligrammes, qui parfois étaient même mélangés avec du borax. Toutefois, on trouva plus efficace de l'utiliser sous la forme d'un sirop antitussif (Syrupus Lactucarii, U.S.P.) contenant 5 % de lactucarium, 22 % de glycérine, 5 % d'alcool, et 5 % d’arôme d'orange.

## Mécanisme d'action
Le composant actif du lactucarium serait la lactucine, un dérivé de la lactucopicrine et de la 11β13-dihydrolactucine, tous deux connus pour leur activité analgésique, équivalente ou supérieure à celle de l'ibuprofène, déterminée à la suite de tests de sensibilité à la douleur effectués en laboratoire sur une population de souris. La lactucine et la lactupricine possèdent également des effets sédatifs qui diminuent la spontanéité des mouvements. Des effets spécifiques ont été identifiés comme pouvant indiquer la présence d'hyoscyamine dans la laitue vireuse, mais aucune trace d'alcaloïde n'a été décelée.